# L'Affaire Russicum
Pour plus de détails, voir Fiche technique et Distribution.
L'Affaire Russicum (Russicum - I giorni del diavolo) est un film d'espionnage italien réalisé par Pasquale Squitieri et sorti en 1988.
Il s'agit de l'adaptation du roman I martedi del Diavolo d'Enzo Russo.

## Fiche technique
- Titre original italien : Russicum - I giorni del diavolo[2],[3],[4],[5],[6]
- Titre français : L'Affaire Russicum[1]
- Réalisation : Pasquale Squitieri
- Scenario : Mario Cecchi Gori, Pasquale Squitieri, Valerio Riva, Robert Balchus d'après le roman I martedi del Diavolo d'Enzo Russo[1].
- Photographie :	Giuseppe Tinelli
- Montage : Mauro Bonanni (it)
- Musique : Renato Serio (it)
- Production : Mario Cecchi Gori, Vittorio Cecchi Gori
- Société de production : Cecchi-Gori Group Tiger Cinematografica, Rai Due
- Pays de production :  Italie
- Langue originale : Italien
- Format : couleurs - 2,35:1 - Son Dolby - 35 mm
- Durée : 111 minutes
- Genre : film d'espionnage
- Dates de sortie :
  - Italie : 8 avril 1988
  - France : 15 novembre 1989[1]

## Distribution
- Treat Williams : Mark Hendrix
- F. Murray Abraham : Père Carafa
- Danny Aiello : George Sherman
- Rita Rusić : Alexandra
- Robert Balchus : Michael Wessling
- Rossano Brazzi : Marini
- Nigel Court : Père Hanema
- Leopoldo Mastelloni : Père Isidoro
- Luigi Montini
- Rada Rassimov
- Maria Baxa
- Franco Diogene
- Lorenzo Piani
- Fabio Traversa